# 1526年
| 千纪： | 2千纪 |
| 世纪： | 15世纪 \| 16世纪 \| 17世纪                                                                                 |
| 年代： | 1490年代 \| 1500年代 \| 1510年代 \| 1520年代 \| 1530年代 \| 1540年代 \| 1550年代                           |
| 年份： | 1521年 \| 1522年 \| 1523年 \| 1524年 \| 1525年 \| 1526年 \| 1527年 \| 1528年 \| 1529年 \| 1530年 \| 1531年 |
| 纪年： | 丙戌年（狗年）；明嘉靖五年；越南統元五年；日本大永六年                                                     |

## 大事记
- 印度
  - 4月21日－第一次帕尼帕特戰役，帖木兒帝國的後裔巴卑爾以12,000人的部队打败了印度的10万大军，蘇丹易卜拉欣·洛迪陣亡。
  - 4月27日－巴卑爾在德里大清真寺的禮拜堂儀式上宣布為印度斯坦皇帝，結束了德里蘇丹國洛迪王朝在印度的統治，建立了莫臥兒帝國。
- 日本
  - 今川氏親制訂分國法今川假名目錄。
  - 石見銀山正式開礦。
- 緬甸
  - 木撣王思倫攻克阿瓦，阿瓦緬人王朝滅亡，建立阿瓦撣人王朝。。
- 歐洲
  - 奧斯曼帝國在摩哈赤戰役中贏得了決定性的勝利，匈牙利國王兼波希米亞國王拉約什二世戰敗身亡，匈牙利被哈布斯堡、奧斯曼帝國與臣服奧斯曼的特蘭西凡尼亞總督（英语：Voivode of Transylvania）扎波堯伊·亞諾什三分，匈牙利國土分裂為皇家匈牙利，奧斯曼屬匈牙利（英语：Ottoman Hungary）和匈牙利東部王國（英语：Eastern Hungarian Kingdom）。
  - 西班牙國王兼神聖羅馬皇帝查理五世的弟弟奧地利大公斐迪南一世當選皇家匈牙利和波希米亞的國王。
  - 弗朗索瓦一世与教宗克勉七世缔结科涅克同盟，聯手發動反查理的科涅克同盟戰爭。

## 逝世
- 5月19日－後柏原天皇，日本104代天皇。
- 8月29日－拉約什二世，匈牙利國王兼波希米亞國王。
- 尚真王，琉球國第二尚氏王朝第3代國王。
- 朱應登